# World You Can Live In (album)
World You Can Live In er det tredje studiealbum fra det danske poporkester Nice Little Penguins. Albummet udkom 25. august 1996 og blevet produceret af briten Mick Glossop, der blandt andet har produceret plader for Van Morrison m.fl.
Det skulle forsøge at følge op på bandets store gennembrud med albummet Flying og en turné på flere end 70 koncerter i Danmark, Europa og Asien.
En lang række danske og udenlandske musikere optrådte på albummet. Heriblandt: Jacob Andersen, Per Gade, Tommy Hansen, Boi Holm, Mette Høst, Majken Kjærgaard, Pete Lale, Martin Loveday, Perry Mason, Jon McLoughlin, Hans Henrik Præstbro, Ole Peter Riis, Robyn Smith og Gavyn Wright.
På den efterfølgende turné bliver den unge guitarist Søren Lund for alvor en integreret del af orkesterets live-optrædener. 

## Numre
1. "I May Be Wrong"
2. "So What"
3. "The Letter"
4. "Sarah"
5. "World You Can Live In"
6. "Friends Forever"
7. "Let’s Talk About Love"
8. "Sleep Little Child"
9. "Don’t Be Afraid"
10. "Daydream Believer" (orig. The Monkees)
11. "Senseless Minds"
12. "You Don’t Know My Name"